# Krystyna Bieniek

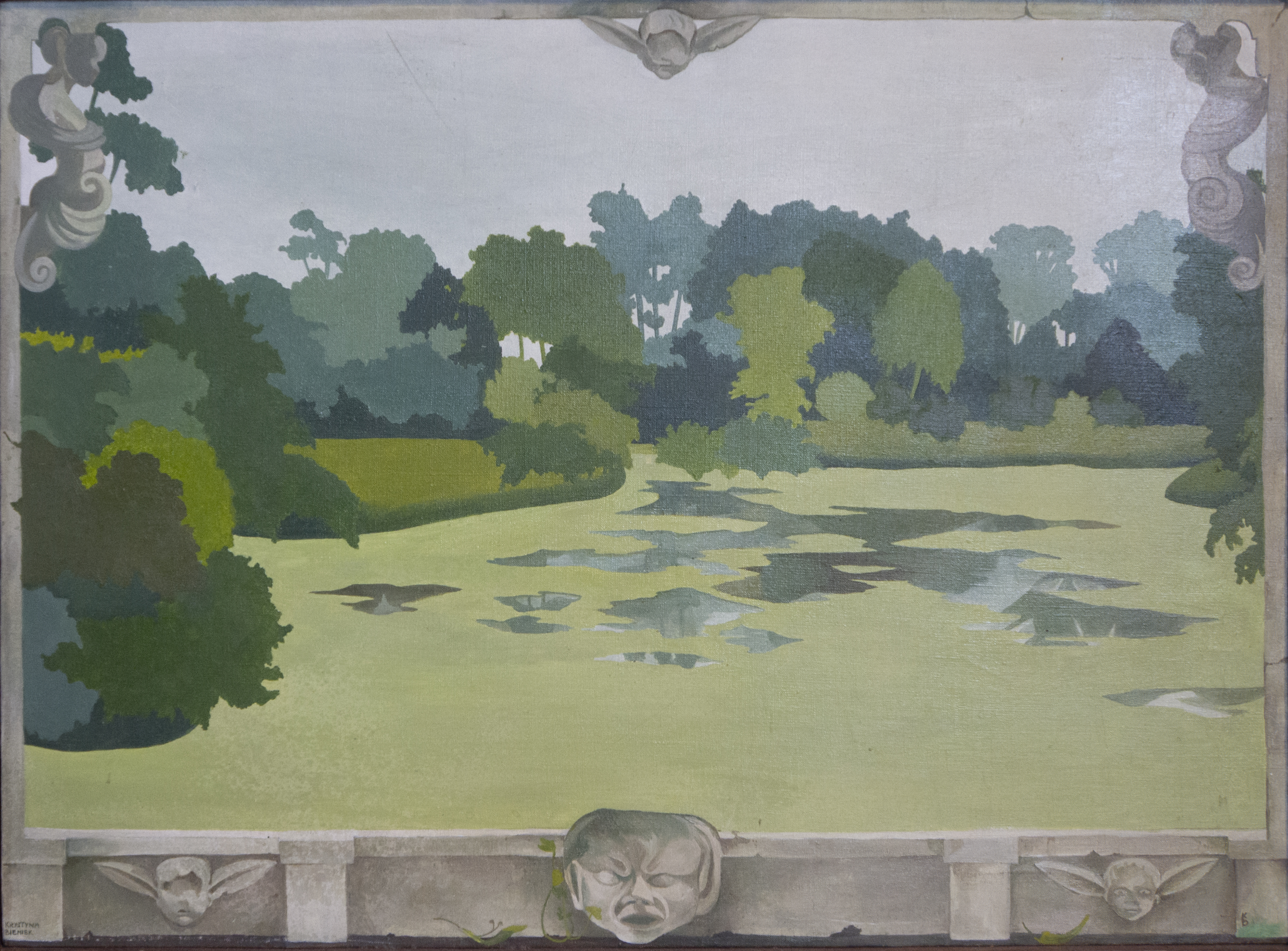
Krystyna Bieniek - Impresje z Arkadii, olej na płótnie, 73 x 54 cm (1990)

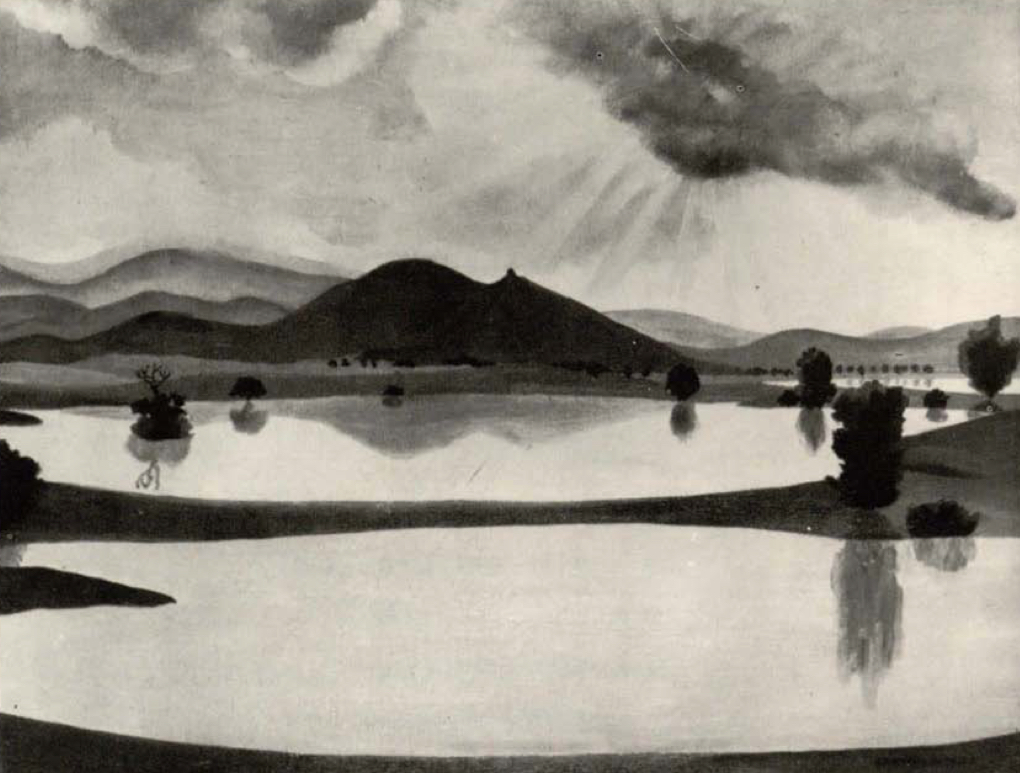
Krystyna Bieniek - praca z pleneru w Cieplicach Śląskich-Zdroju (1988)

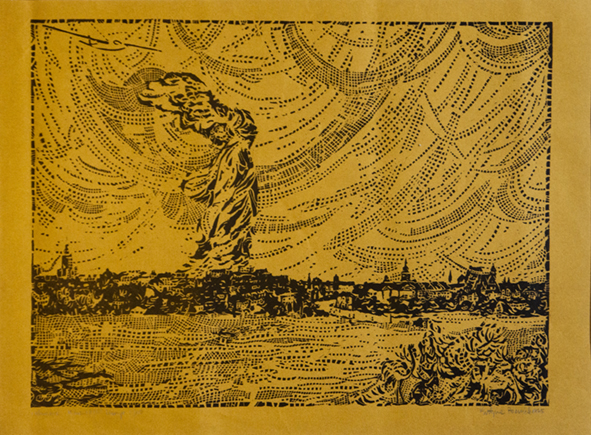
Krystyna Bieniek, Warszawska Nike – Zamek Królewski, linoryt (1971) – z serii poświęconej odbudowie Zamku Królewskiego w Warszawie

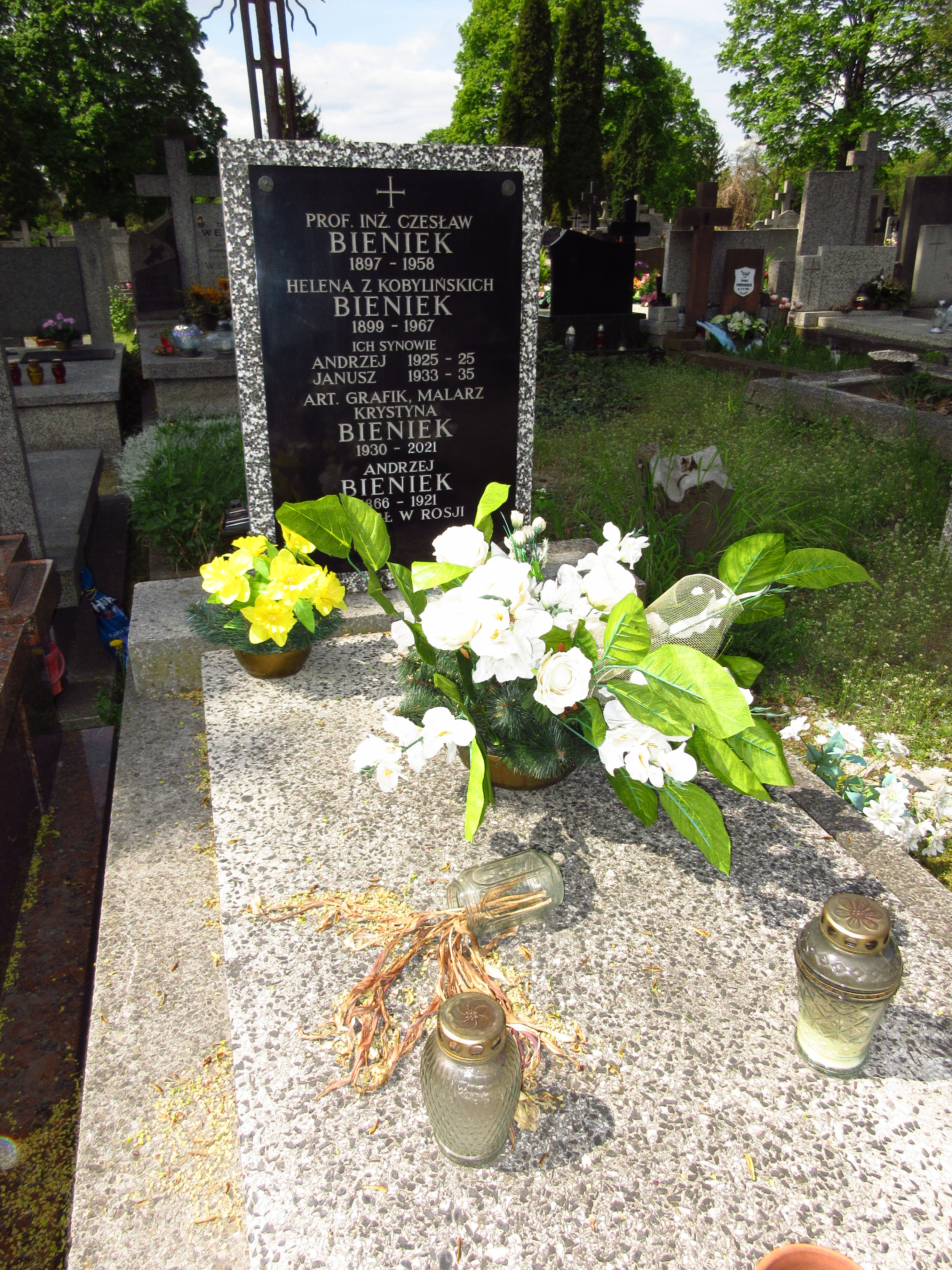
Grób Krystyny Bieniek na Cmentarzu Bródnowskim

Krystyna Bieniek (ur. 26 lipca 1930 w Warszawie, zm. 26 września 2021 tamże) – polska artystka grafik.

## Życiorys
Poza okresem okupacji niemieckiej całe życie mieszkała i pracowała w Warszawie. Studia w Akademii Sztuk Pięknych w Warszawie na Wydziale Grafiki w pracowni prof. Tadeusza Kulisiewicza ukończyła w roku 1956. Była członkiem Związku Polskich Artystów Plastyków od 1958. W latach 1969–1971 pełniła obowiązki sekretarza, a w 1972–1974 vice-prezesa zarządu sekcji grafiki Okręgu Warszawskiego ZPAP. W okresie 1967–1976 była komisarzem konkursów „Najlepsza Grafika Miesiąca i Roku”.
Była córką Czesława Bieńka, profesora aerodynamiki w Politechnice Warszawskiej, siostrą Ireny Bieniek-Koteli, architektki i urbanistki, siostrą cioteczną Szymona Kobylińskiego i żoną Lecha Wilczka. Zmarła w 2021 i została pochowana 11 października na Cmentarzu Bródnowskim (kwatera 63G-1-28).

## Twórczość
Uczestniczyła w wystawach krajowych i międzynarodowych w większości krajów Europy oraz USA, Brazylii, Argentynie, Algierii, Tunezji, Maroko i Sri Lance. W latach 1956–1978 tworzyła cykle linorytów: „Bułgaria”, „Rumunia”, „Znaki muzyczne”, „Podróż na Wschód: Armenia, Azerbajdżan, Uzbekistan”, „Warszawa”. Po 1979 uprawiała także malarstwo o tematyce pejzażowej, roślinnej, sakralnej i metaforycznej, oraz rysunek tematów z Polski, Algierii, Szwajcarii i Białorusi. Brała udział w plenerach artystycznych.
Jej prace znajdują się w Warszawie w zbiorach Muzeum Narodowego, Muzeum Archeologicznego i Muzeum Wojska Polskiego, a także w muzeach w Siedlcach, Toruniu, Białej Podlaskiej, Bydgoszczy, Szczecinie, Płocku, Bielsku-Białej, Sandomierzu oraz w Bibliotece Jagiellońskiej. Za granicą jej prace są w Bode Museum w Berlinie, w Muzeum Narodowym w Bukareszcie, Galerii Narodowej w Sofii, Muzeum Im. Mustafayeva w Baku, Muzeum w Bańskiej Bystrzycy, w Muzeum Polskim w Rapperswilu i Bibliotheque Nationale w Paryżu. Kolekcja grafik znajduje się w Zachęcie, gdzie jej prace były nagradzane.
W 1979 uczestniczyła w wystawie grafiki polskiej „Gravuras Polonesas” w Rio de Janeiro. Wystawiała także lokalnie w dzielnicach Warszawy. Wzięła udział w wystawie „Bardzo różnie i bardzo dobrze” w Zachęcie w grudniu 2018. Ilustrowała książki dla dzieci i zamieszczała rysunki w pismach „Miś” i „Świerszczyk”. W 2021 kilka jej ilustracji dla dzieci opublikowano w Pragalerii w Warszawie.

## Odznaczenia
- Srebrny Krzyż Zasługi.
- Odznaka honorowa „Za Zasługi dla Warszawy”.
- Złota Odznaka ZPAP[4].